# Bão Khanun (2023)
Bão Khanun (Khanun trong Tiếng Thái: ขนุน), được biết đến ở Philippines với tên gọi Typhoon Falcon là cơn bão nhiệt đới mạnh, diễn biến phức tạp và tồn tại lâu ngày di chuyển luẩn quẩn quanh đảo Okinawa, Nhật Bản và đổ bộ vào bờ biển bán đảo Triều Tiên vào tháng 8 năm 2023. Đây là cơn bão thứ sáu được đặt tên, và cơn bão cuồng phong thứ tư của mùa bão Tây Bắc Thái Bình Dương 2023. Khanun hình thành một vùng áp suất thấp ở Thái Bình Dương. Khanun nhanh chóng mạnh lên thành cơn bão cấp 4 trên thang Saffir–Simpson trên vùng biển phía Đông Bắc Philippines vào ngày 1 tháng 8, trước khi trải qua chu kỳ thay thế thành mắt bão. Khanun suy yếu khi di chuyển đến gần quần đảo Ryukyu, gây mưa lớn và gió mạnh cho quần đảo Ryukyu. Tổ chức của đám mây sau đó bị suy yếu dựa trên ảnh mây vệ tinh, các đỉnh mây gần như đứng yên và ấm lên báo hiệu bão đã suy yếu đi đáng kể. Sự suy yếu liên tục tiếp tục diễn ra khi Khanun tiếp cận bán đảo Triều Tiên và cuối cùng nó đổ bộ vào Geojedo ở Hàn Quốc gây gió giật mạnh cấp 12 theo thang sức gió Beaufort. Cơn bão suy yếu và tan dần khi di chuyển sâu vào đất liền.
Tại Hàn Quốc, khoảng 40.350 người bị mất điện. Ít nhất 159 cơ sở khác nhau đã bị hư hại. Hơn 1,019 ha (2,52 mẫu Anh) đất nông nghiệp ở tỉnh Nam Kyungsang bị thiệt hại. Truyền thông nhà nước Triều Tiên đưa tin Khanun cũng gây ra thiệt hại nhỏ. Tại Nga, Khanun gây mưa lớn đến các vùng thuộc Primorsky Krai ở vùng viễn Đông Nga, Nga đã cử một đội đặc nhiệm tới giám sát việc khắc phục hậu quả các khu vực trên đất nước. Tình trạng khẩn cấp đã được ban bố tại 21 thành phố.
Có 13 người được cho là đã chết và 16 người được cho là mất tích sau cơn bão, 115 người khác vẫn bị thương và tổng thiệt hại là 98,1 triệu USD.

## Lịch sử khí tượng
Vào ngày 26 tháng 7, JMA cho biết một vùng áp thấp hình thành ở Thái Bình Dương. JMA bắt đầu cảnh báo hệ thống, nâng cấp vùng áp thấp áp thấp nhiệt đới. Phân tích từ JMA chỉ ra rằng hệ thống này ở trong môi trường thuận lợi cho sự phát triển, với nhiệt độ mặt nước biển ấm áp và gió đứt theo phương thẳng đứng thấp. JMA và JTWC đã nâng cấp hệ thống này thành bão nhiệt đới, JMA đặt tên Khanun cho hệ thống.  Khanun củng cố LLCC (trung tâm hoàn lưu tầng thấp) với dải mây đối lưu hình thành và đối lưu sâu ở nửa phía Đông cơn bão. Khanun đi vào khu vực PAR vào khoảng 03:00 UTC (11:00 PHT) vào ngày 29 tháng 7 và được PAGASA đặt tên cho bão là Falcon.  Trong 24 giờ, tốc độ gió duy trì tối đa trong 1 phút của nó tăng thêm 130 km/h (70kt) và cuối cùng đạt cực đại với sức gió duy trì 1 phút đạt 220 km/h (120 kt), tương đương với bão cấp 4 trên thang Saffir–Simpson. Khanun rời vùng giám sát của Philippines (PAR) vào khoảng 03:00 PHT (19:00 UTC) vào ngày 1 tháng 8. Hình ảnh vệ tinh lại cho thấy một LLCC đang được củng cố với dải đối lưu hình thành và đối lưu sâu ở nửa phía Bắc cơn bão. Khoảng 00:00 UTC ngày 10 tháng 8, Khanun đổ bộ vào quần đảo Geojedo ở Hàn Quốc. JMA tiếp tục theo dõi Khanun khi nó là xoáy thuận nhiệt đới cho đến đầu ngày 11 tháng 8.

## Tác động

### Philippines
Khi Khanun (ở Philippines gọi bão là Falcon) tiến vào vùng giám sát của Philippines (PAR), PAGASA đã đưa ra các bản tin dự báo và cảnh báo. Mặc dù Khanun không ảnh hưởng trực tiếp đến Philippines nhưng Khanun và cả bão Doksuri đều khiến gió mùa Tây Nam mạnh lên, gây ra lũ lụt khắp Philippines. Chính quyền địa phương trên khắp Luzon đã yêu cầu tạm dừng việc học tập và làm việc tại các trường công và trong các văn phòng trực thuộc chính phủ. Sau nhiều ngày mưa do gió mùa Tây Nam gây ra, một số cộng đồng người ở Bulacan vẫn bị ảnh hưởng do ngập lụt. DSWD báo cáo rằng ít nhất 2.462.730 người (tương đương 670.792 gia đình) và 1.042 barangay trên khắp Luzon và Visayas bị ảnh hưởng bởi mưa lớn. Khi mưa tiếp tục kéo dài suốt cả ngày, lượng thể tích nước tại đập Angat đạt là 195,88 m3; lượng nước này có thể gây ra tràn đập.

### Đài Loan
Tổng thống Đài Loan Thái Anh Văn kêu gọi công chúng tránh các hoạt động ngoài trời bao gồm đi bộ đường dài, câu cá và các hoạt động ven biển khác. Giao thông vận tải bị gián đoạn với một số chuyến bay nội địa bị hủy. Khoảng 900 người ở các quận của Cao Hùng đã được sơ tán để phòng chống bão. Đã có 1.300 hộ gia đình bị cắt điện. Một vụ tai nạn ô tô ở Phục Hưng, một khu của thành phố Đào Viên khiến 4 người chết và 2 người bị thương. Khoảng 500 người bị mắc kẹt tại các ngôi làng miền núi khắp miền Trung và miền Nam Đài Loan do mưa lớn gây ra. Tổng thiệt hại nông nghiệp do bão gây ra là 238 triệu Đài tệ (7,5 triệu USD).

### Trung Quốc
Tại Trung Quốc, chính quyền tỉnh Hắc Long Giang yêu cầu hơn 1.200 người đi sơ tán. Tỉnh Hắc Long Giang đã ban bố cảnh báo đỏ về mưa bão hai lần dựa trên các số liệu quan trắc mưa thực tế. Các dự báo mưa cho thấy lượng mưa tại các địa cấp thị như Hạc Cương, Giai Mộc Tư, Song Áp Sơn, Kê Tây và Mẫu Đơn Giang phổ biến là từ 40–80 mm. Chính quyền địa phương báo cáo rằng thành phố cấp huyện Thượng Chí thuộc Cáp Nhĩ Tân sẽ tạm dừng việc học tập, sản xuất và kinh doanh. Mưa lớn từ bão Khanun gây ra lũ quét và sạt lở đất trên diện rộng, khiến ít nhất hai người thiệt mạng và 16 người mất tích. Mưa lớn gây hư hại đường sá, cầu cống và điện lưới, đồng thời gây ra gián đoạn tạm thời cho ít nhất 20 tàu dịch vụ chở khách.

### Nhật Bản

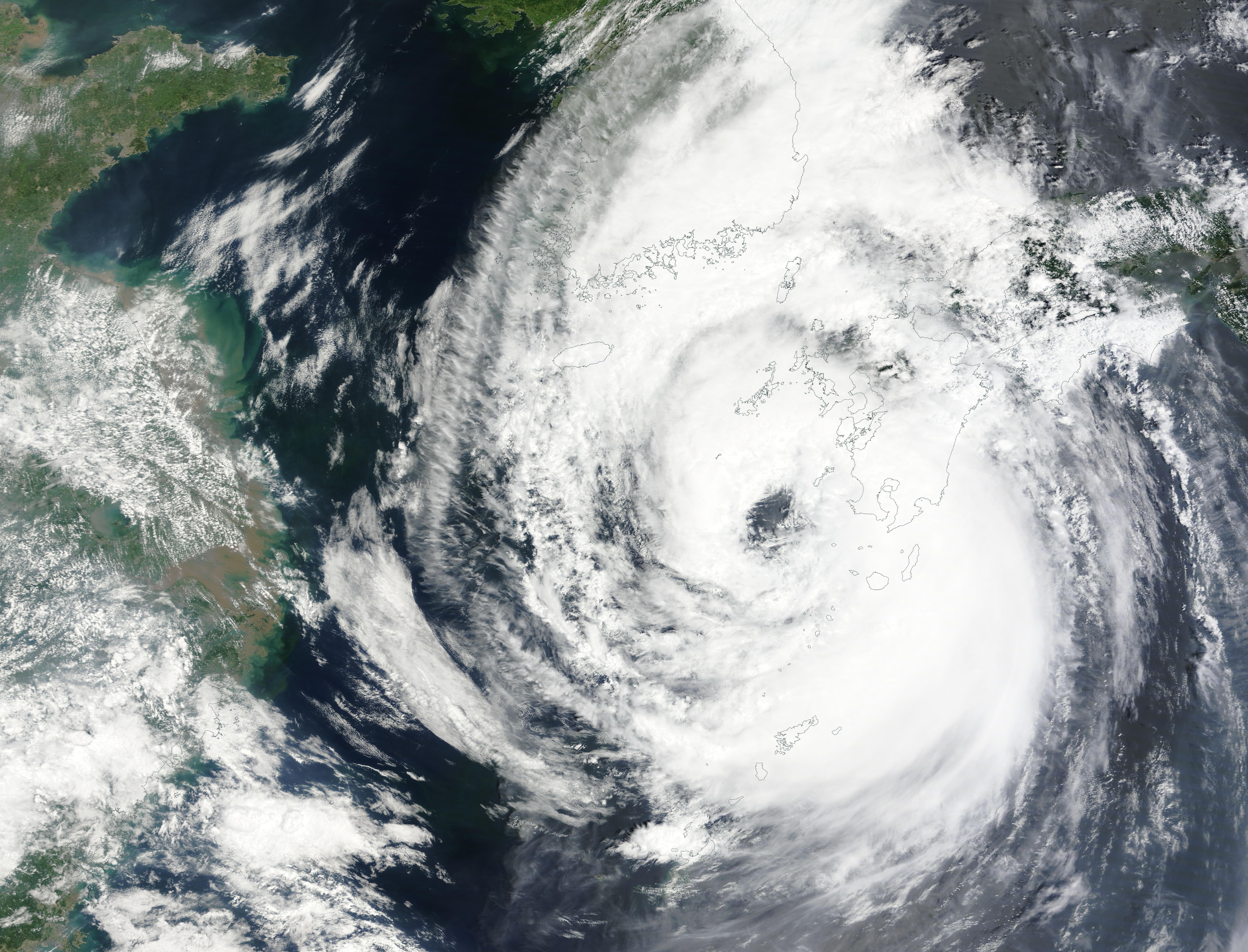
Hình ảnh bão Khanun khi đang gây ảnh hưởng đến vùng Tây Nam Nhật Bản. Mắt bão lớn có thể nhìn thấy trên ảnh vệ tinh.

Tại Nhật Bản, trạm Naha đo được gió duy trì mạnh nhất 30,9 m/s (cấp 11) và giật tới 52,5 m/s (cấp 16); áp suất thấp nhất là 967,3 hPa. Trạm Kumejima đo được gió duy trì mạnh nhất là 27,2 m/s (cấp 10) và giật tới 39,7 m/s (cấp 13) và áp suất thấp nhất nhất là 954,2 hPa (tốc độ gió được đo trong 10 phút). Các trạm khác ở các đảo phía Nam Nhật Bản cũng có gió từ cấp 6-10 với gió giật mạnh hơn.
Để chuẩn bị ứng phó với bão, người dân ở vùng Okinawa và Amami ở phía Tây Nam Nhật Bản đã được cảnh báo về bão. JMA dự báo lượng mưa lên tới 100 mm ở Okinawa  và lên tới 150 mm ở Amami trong 24 giờ tới. Các dự báo thời tiết cho thấy lượng mưa do bão lên tới 400 mm (16 in) ở khu vực Kyushu và Shikoku và các vùng lân cận. Tính đến ngày 7 tháng 8, ít nhất 115 người bị thương và 2 người chết được báo cáo ở Okinawa. Tại làng Ōgimi, một người đàn ông 90 tuổi được tìm thấy bên dưới một gara bị sập và được xác định đã chết. Ở Uruma, một cụ bà 89 tuổi bị bỏng khắp cơ thể sau khi ngôi nhà bê tông bị thiêu rụi do sử dụng nến khi mất điện. Cụ bà sau đó đã chết tại bệnh viện địa phương. Con đường duy nhất dẫn đến ngôi làng nhỏ ở Kitauehara bị sập, khiến một số người dân địa phương mắc kẹt. Theo công ty điện lực Okinawa, cơn bão gây mất điện cho khoảng 220.000 hộ dân (khoảng 30% người dân Okinawa).
Ít nhất 7.000 ngôi nhà không có điện ở Amami, một hòn đảo phía Đông Bắc đảo Okinawa. Ở vùng biển ngoài khơi đảo Ishigaki, tàu chở hàng Xinhaizhou 2 (đã bi mắc cạn vào tháng 1) bị gãy làm đôi ở vùng biển động do cơn bão gây ra. Thiệt hại trên toàn Okinawa ít nhất lên tới 2,047 tỷ Yên (14,3 triệu USD). Vào ngày 6 tháng 8, thành phố Naha bắt đầu phân phối nước cho các khu chung cư và trang trại đang bị thiếu điện và nước kéo dài. Trên đất liền Nhật Bản, thời tiết xấu khiến 25 tuyến San'yō Shinkansen giữa các ga Hiroshima và Kokura phải tạm dừng khai thác vào các ngày 9 và 10 tháng 8, khiến 5.200 hành khách bị ảnh hưởng. Các tàu địa phương ở tỉnh Yamaguchi cũng tạm dừng khai thác với lí do tương tự.

### Bán đảo Triều Tiên
Bão đổ bộ vào bờ biển phía Nam Hàn Quốc với sức gió đổ bộ tương đương cấp 9-10 giật cấp 11-12 theo thang sức gió Beaufort. Một số trạm ở Hàn Quốc đã ghi nhận gió mạnh và mưa to. Trạm Maemuldo quan trắc được gió duy trì trong 10 phút là 27,7 m/s (100 km/h, cấp 10) gió giật 34,2 m/s (123 km/h, cấp 12) và áp suất thấp nhất đạt 977,9 hPa. Một số địa điểm khác cũng có gió giật mạnh như: 34,9 m/s (126 km/h, cấp 12) ghi nhận tại Gadeoko; 32,6 m/s (117 km/h, cấp 11) ghi nhận tại Gyeryongsan; 31,0 m/s (112 km/h, cấp 11) ghi nhận tại Hyangnobong. Lượng mưa tích lũy do bão nhiều trạm vượt 300 mm; lớn nhất do bão lớn nhất là 402,8 mm ghi nhận tại Sokcho-si. Đài Truyền hình Trung ương Triều tiên cho biết lượng mưa 181 mm được ghi nhận ở tỉnh Kangwon thuộc Triều Tiên.

Bão Khanun đổ bộ vào Hàn Quốc gây gió giật cấp 11-12 tại một số nơi khi đổ bộ.

Khanun đã ảnh hưởng đến Geojedo, một hòn đảo nhỏ nằm ngoài khơi bờ biển phía Đông Nam Hàn Quốc.  Một người đàn ông chết đuối trong trận lũ lụt ở Daegu, một người đàn ông khác ngồi trên xe lăn được thông báo mất tích được tìm thấy đã chết trong một hồ nước. Hơn 15.862 người đã đi sơ tán tránh bão. Trên toàn quốc, có khoảng 40.350 người đã rơi vào tình trạng bị cắt điện, sau đó 94% nguồn cấp điện cho người dân đã được khôi phục. Ít nhất 159 cơ sở khác nhau được cho là đã bị hư hại. Do lũ lụt và lở đất, khoảng 680 con đường bị đóng cửa, chủ yếu ở khu vực Đông Nam. Tổng cộng có 34 trường học đã ghi nhận thiệt hại nhẹ.  Ít nhất 1,019 ha đất nông nghiệp ở tỉnh Gyeongsang Nam bị thiệt hại. Tổng thống Hàn Quốc Yoon Suk Yeol đã ra lệnh cho chính phủ cung cấp hỗ trợ ngay lập tức và đầy đủ cho những người bị ảnh hưởng. Thống kê thiệt hại tài sản sơ bộ là 8,3 tỷ Won (6,3 triệu USD). Cũng do ảnh hưởng của bão, chính phủ Hàn Quốc hợp tác với Tổ chức Phong trào Hướng đạo Thế giới đã sơ tán 43.000 người tham dự quốc tế cắm trại tại Trại Họp bạn Hướng đạo Thế giới lần thứ 25 đến khách sạn hoặc chỗ ở khác. Có ít nhất 144 chuyến bay trong và ngoài đảo Jeju đã bị hủy, theo Tổng công ty Sân bay Hàn Quốc.
Tại Cộng hoà Dân chủ Nhân dân Triều Tiên, chính phủ cũng tuyên bố rằng nếu nước này không chuẩn bị phòng chống bão, nền kinh tế nước này sẽ bị thiệt hại nặng nề. Chính quyền Triều Tiên khuyến cáo người dân chuẩn bị ứng phó với cơn bão, tuyên bố rằng tất cả các tổ chức đảng cầm quyền "nên tiến hành phòng tránh (bão) tích cực để giảm thiểu thiệt hại". Mưa lớn do ảnh hưởng của bão đã gây ra lũ lụt đáng kể ở Wonsan. Lao động Tân văn, tờ báo chính thức của Đảng Lao động Triều Tiên đưa tin rằng các quan chức được lệnh thực hiện ứng phó khẩn cấp về thảm họa tiềm tàng và lập kế hoạch sơ tán người dân. Thông tấn xã Trung ương Triều Tiên (KCNA) đưa tin Khanun gây ra thiệt hại nhẹ khiến cành cây cối bị thiệt hại như gãy.  KCNA cũng đưa tin rằng lãnh đạo tỉnh Hwanghae Nam đã chỉ đạo cần có các biện pháp bảo vệ mùa màng trước những ảnh hưởng của bão. Người dân Triều Tiên được yêu cầu thực hiện mọi biện pháp cần thiết để bảo vệ hình ảnh chân dung của triều đại nhà họ Kim.  Ngoài ra, tờ báo nhà nước của Triều Tiên còn yêu cầu người dân Triều Tiên bảo vệ các bức tượng, tranh khảm, tranh vẽ và các di tích khác liên quan đến triều đại nhà họ Kim và mang tính tuyên truyền cho chế độ. Nhà lãnh đạo Triều Tiên ông Kim Jong Un được cho là đã đến thăm các huyện bị ảnh hưởng bởi bão ở Ogye-ri, huyện Anbyon thuộc tỉnh Kangwon, theo dõi các nỗ lực khắc phục hậu quả do bão gây ra. Ông chỉ trích các quan chức "vô trách nhiệm" vì không thực hiện các biện pháp phòng chống bão.

### Viễn Đông Nga
Mưa lớn do bão được ghi nhận tại Primorsky ở Viễn Đông Nga và gây ra lũ lụt. Sau khi ảnh hưởng của bão chấm dứt, Nga đã cử một đội đặc nhiệm tới giám sát việc khắc phục hậu quả tại các vùng bị ảnh hưởng. Tình trạng khẩn cấp đã được ban bố tại 21 thành phố ở Nga. Hơn 2.000 người dân tại vùng lũ lụt được sơ tán. Có 3 người chết do bão theo các báo cáo chính thức.  Ít nhất 4.368 tòa nhà dân cư, 5.654 hộ gia đình và 43 con đường bị ngập. Theo báo cáo sơ bộ, thiệt hại do bão gây ra cho khu vực là khoảng 7 tỷ Rúp (70 triệu USD).